# When Prophecy Fails
When Prophecy Fails: A Social and Psychological Study of a Modern Group That Predicted the Destruction of the World (tạm dịch: Khi lời tiên tri thất bại: Nghiên cứu xã hội và tâm lý về một nhóm hiện đại đã dự đoán sự hủy diệt của thế giới) là tác phẩm kinh điển của Leon Festinger, Henry Riecken và Stanley Schachter viết về đề tài tâm lý xã hội xuất bản vào năm 1956, trình bày chi tiết nghiên cứu về một giáo phái UFO nhỏ ở Chicago có tên là The Seekers tin tưởng vào ngày tận thế sắp xảy ra. Các tác giả đặc biệt quan tâm đến cơ chế đối phó của những thành viên sau khi sự kiện không xảy ra, tập trung vào sự bất hòa về nhận thức giữa niềm tin của họ và các sự kiện thực tế, và hậu quả về mặt tâm lý của những kỳ vọng không được xác nhận này.

## Tổng quan
Festinger, Riecken và Schachter đã nghiên cứu tác động của việc phủ nhận lời tiên tri đối với nhóm tín đồ này, khi họ đọc câu chuyện nọ trên một tờ báo địa phương có tiêu đề "Prophecy from Planet. Clarion Call to City: Flee That Flood. It'll Swamp us on Dec. 21" (tạm dịch: Lời tiên tri từ hành tinh. Tiếng gọi của Clarion tới thành phố: Hãy chạy trốn khỏi trận lụt đó. Nó sẽ nhấn chìm chúng ta vào ngày 21 tháng 12). Lời tiên tri này xuất phát từ Dorothy Martin (1900–1992), một bà nội trợ ở Chicago từng thực hành thuật viết tự động, và nó phác thảo thảm họa được dự đoán vào một ngày cụ thể trong tương lai gần của họ. Nhận thấy cơ hội kiểm tra lý thuyết của mình bằng một nghiên cứu về trường hợp đương thời, nhóm nghiên cứu bèn thâm nhập vào nhóm tín đồ dưới trướng Martin để thu thập dữ liệu trước, trong và sau thời điểm lời tiên tri bị bác bỏ.
Martin tuyên bố rằng bà đang nhận được thông điệp từ những thực thể siêu việt từ một hành tinh mà bà gọi là Clarion. Một cuốn sách mới xuất bản gần đây mang tên Aboard a Flying Saucer (tạm dịch: Trên chiếc đĩa bay) của người tiếp xúc UFO Truman Bethurum, đã mô tả những tương tác khả nghi của vị này với sinh mệnh đến từ hành tinh Clarion. Thông điệp mà Martin nhận được bao gồm lời tiên tri cho rằng Lake City và phần lớn nước Mỹ, Canada, Trung Mỹ và châu Âu đều bị trận đại hồng thủy tiêu diệt trước bình minh ngày 21 tháng 12 năm 1954. Thông qua hoạt động tuyển dụng hạn chế của Charles Laughead (bác sĩ đại học ở Michigan) và những người quen khác, một nhóm nhỏ tín đồ trợ giúp Martin trong việc giao tiếp với người khác. Một số tín đồ thực hiện những hành động quan trọng cho thấy mức độ cam kết cao đối với lời tiên tri này. Một số người thì nghỉ việc hoặc mất việc, bỏ bê hoặc kết thúc việc học, chấm dứt mối quan hệ và tình bạn với những người không tin, đem tặng tiền bạc hoặc vứt bỏ tài sản để chuẩn bị cho chuyến di tản trên một chiếc đĩa bay, mà họ tin rằng sẽ tới giải cứu họ và những người khác ngay trước trận lụt này.
Đúng như nhóm nghiên cứu dự đoán, ngày tiên tri đã trôi qua mà không có dấu hiệu nào của trận lụt theo như dự đoán, gây nên mối bất hòa giữa cam kết của nhóm đối với lời tiên tri và thực tế đang diễn ra. Các thành viên khác trong nhóm đã phản ứng theo những cách khác nhau. Nhiều người có mức độ niềm tin, cam kết và hỗ trợ xã hội cao nhất đã trở nên hứa hẹn hơn với niềm tin của mình, bắt đầu tìm kiếm sự công khai theo cách mà họ chưa từng làm trước đây và đưa ra nhiều lý do hợp lý khác nhau cho sự vắng mặt của trận lụt này. Số khác, với ít niềm tin và cam kết trước đó hơn, và/hoặc ít tiếp cận hơn với sự hỗ trợ liên tục của nhóm, ít có khả năng duy trì hoặc tăng mức độ niềm tin và sự tham gia trước đây của họ, và một số người đành rời khỏi nhóm. Những phát hiện của nhóm nghiên cứu về cơ bản phù hợp với giả thuyết ban đầu của họ về cách những tín đồ này có thể phản ứng với sự phủ nhận lời tiên tri nếu một số điều kiện nhất định có hoặc không có.

## Tín ngưỡng
Hệ thống tín ngưỡng của nhóm liên tục phát triển trước, trong và sau nghiên cứu. Những ảnh hưởng ban đầu của Martin, như được nêu trong nghiên cứu, bao gồm thuyết thần trí, Godfré Ray King và John Ballou Newbrough, cũng như mối quan tâm chung về đĩa bay và du khách ngoài hành tinh. Martin trước đây từng tham gia vào phong trào Dianetics của L. Ron Hubbard, và bà đã kết hợp các ý tưởng từ những gì mà sau này trở thành Khoa luận giáo.

## Hậu quả
Sau khi dự đoán thất bại, Martin bị đe dọa bắt giữ và cam kết không tự nguyện, rồi đành phải rời khỏi Chicago. Về sau, bà còn đứng ra thành lập Hiệp hội Sananda và Sanat Kumara. Dưới cái tên Sister Thedra, bà tiếp tục thực hành việc thông linh và tham gia vào các nhóm liên hệ UFO cho đến khi qua đời vào năm 1992.

## Liên quan
Năm 2021, nhà tâm lý học Stuart Vyse đã dùng nghiên cứu của Festinger, Riecken và Schachter khi xem xét thuyết âm mưu QAnon. Tính đến tháng 4 năm 2021, QDrops bèn cho dừng lại nhưng với Internet, những tín đồ này tìm thấy nhau và vẫn tiếp tục hỗ trợ xã hội cho nhau. Vyse tuyên bố rằng tất cả đều phụ thuộc vào việc Donald Trump có tái xuất hay bị gạt ra ngoài lề và không có "nhà lãnh đạo theo chủ nghĩa dân túy" nào khác xuất hiện".